# 鴨居玲
鴨居 玲（かもい れい、男性、1928年2月3日 - 1985年9月7日）は、日本の洋画家である。社会や人間の闇を描いた画家であった。
石川県金沢市生まれ。下着デザイナーの鴨居羊子は姉。

## 略歴
- 1941年 旧制金沢中学校（現在の金沢高等学校）に入学。
- 1946年 金沢市立金沢美術工芸専門学校（現在の金沢美術工芸大学）に入学。宮本三郎に師事[2]。
- 1950年 二紀会同人に推挙される。
- 1952年 芦屋・田中千代服装学園の講師となる。
- 1959年 31歳で初渡欧[2]（時期は1958年説もある）。
- 1961年 帰国。二紀会を退会。
- 1964年 創作に行き詰まり、南米、フランスの首都パリ、イタリアの首都ローマを渡り歩く。
- 1965年 帰国。
- 1967年 二紀会同人に推挙される。
- 1968年 初の個展。この時、下着デザイナーをしていた姉の鴨居羊子を通じて知り合った小説家の司馬遼太郎と親交を持つ。
- 1969年 昭和会賞と安井賞を受賞。
- 1971年 スペインのラ・マンチャ地方のバルデペーニャスにアトリエを構え、制作に没頭（～1974年）。
- 1984年
  - 心筋梗塞で倒れる[2]。
  - 金沢美術工芸大学の非常勤講師として講義。
- 1985年 兵庫県神戸市の自宅で排ガスにより自殺。心臓の病気と、創作に行き詰まり、自殺未遂を繰り返した末の死であった。享年57。
- 2015年 没後30年を迎え、笠間日動美術館に生前の作品や遺品を展示した「鴨居玲の部屋」が開設された[3]。

自画像を含む人物画で目の玉や視線を描かないのが特徴で、その理由を「仏像の影響」を語っていた。心筋梗塞で倒れる数年前、美術史家の坂崎乙郎との対談で死ぬことへの恐怖におののくことがあると語り、「自分の滅びゆく自画像」を描き続けることを「全くうまい方法」と表明し、絶筆を含めて晩年が自画像を何枚も描いた。
画中のサインは初期にはRei Kamoiであったが、1971年頃からRey Camoyに改めている。

## 出生の謎
生年月日と生地に異説があり、生年月日には1927年10月3日説が、生地には大阪府高槻市説がある。
出生届が出されていなかったため、二つ存在する戸籍謄本には「出生を認む」と書かれてあった。鴨居が病床の母・茂代（モヨ）に尋ねると、「たしか焼きいもの甘かった時バイ…」との答えが帰って来たが、どちらも焼きいもの甘い季節なので本当の生年月日は分からずじまいである。
過去には長崎県平戸市出身と書かれているものもあるが、それは後に本人が「嘘である」と訂正している。しかし両親は長崎県の人間であり、鴨居自身の本籍も長崎県である。

## 主な作品
- 『蠢（B）』1962年 芦屋市立美術博物館
- 『自己表現への探求』1969年
- 『静止した刻』1968年 東京国立近代美術館
- 『サイコロ』1969年 姫路市立美術館
- 『コメット』1970年 兵庫県公館
- 『おばあさん』1973年 石川県立美術館
- 『廃兵』1973年 金沢美術工芸大学
- 『1982年 私』1982年 石川県立美術館
- 『出を待つ（道化師）』1984年
- 『道化師』1984年

## 著書
- 『鴨居玲素描画集<酔って候>』神戸新聞出版センター、1979年
- 『鴨居玲画集 夢候 作品1947-1984』日動出版部、1985年
- 『鴨居玲素描集』日動出版部、1988年
- 『鴨居玲画集』日動出版部念
- 『踊り候え』風来舎、1989年

## 関連書籍
- 瀧悌三『一期は夢よ 鴨居玲』日動出版部 1991年
- 伊藤誠『回想・鴨居玲』神戸新聞社 1993年
  - 新版『回想の鴨居玲 「昭和」を生き抜いた画家』神戸新聞総合出版センター 2005年
- 牧野留美子『哀しき道化師<鴨居玲の絵画と生の軌跡>』神戸新聞総合出版センター 2003年
- 長谷川智恵子『鴨居玲 死を見つめる男』講談社 2015年5月
- 植松三十里『羊子と玲　鴨居姉弟の光と影』河出書房新社 2023年2月